# 孔多爾科塔山
14°21′29″S 71°01′33″W / 14.35806°S 71.02583°W
孔多爾科塔山（Kuntur Quta），是秘魯的山峰，位於該國南部庫斯科大區，由坎奇斯省的馬蘭加尼區負責管轄，屬於拉亞山脈的一部分，海拔高度5,425米。